# Robersart
Robersart ist eine französische Gemeinde im Département Nord in der Region Hauts-de-France. Sie gehört zum Arrondissement Avesnes-sur-Helpe und zum Kanton Avesnes-sur-Helpe. Die Bewohner nennen sich Robersariens.

## Lage
Die Gemeinde Robersart liegt im Regionalen Naturpark Avesnois, 30 Kilometer östlich von Cambrai. Sie grenzt im Nordosten und Osten an Preux-au-Bois, im Südosten an Locquignol, im Süden an Fontaine-au-Bois, im Westen an Bousies und im Nordwesten an Poix-du-Nord.

## Bevölkerungsentwicklung
| Jahr                       | 1962 | 1968 | 1975 | 1982 | 1990 | 1999 | 2009 | 2021 |
| Einwohner                  | 169  | 152  | 150  | 144  | 173  | 170  | 187  | 204  |
| Quellen: Cassini und INSEE |      |      |      |      |      |      |      |      |

## Sehenswürdigkeiten

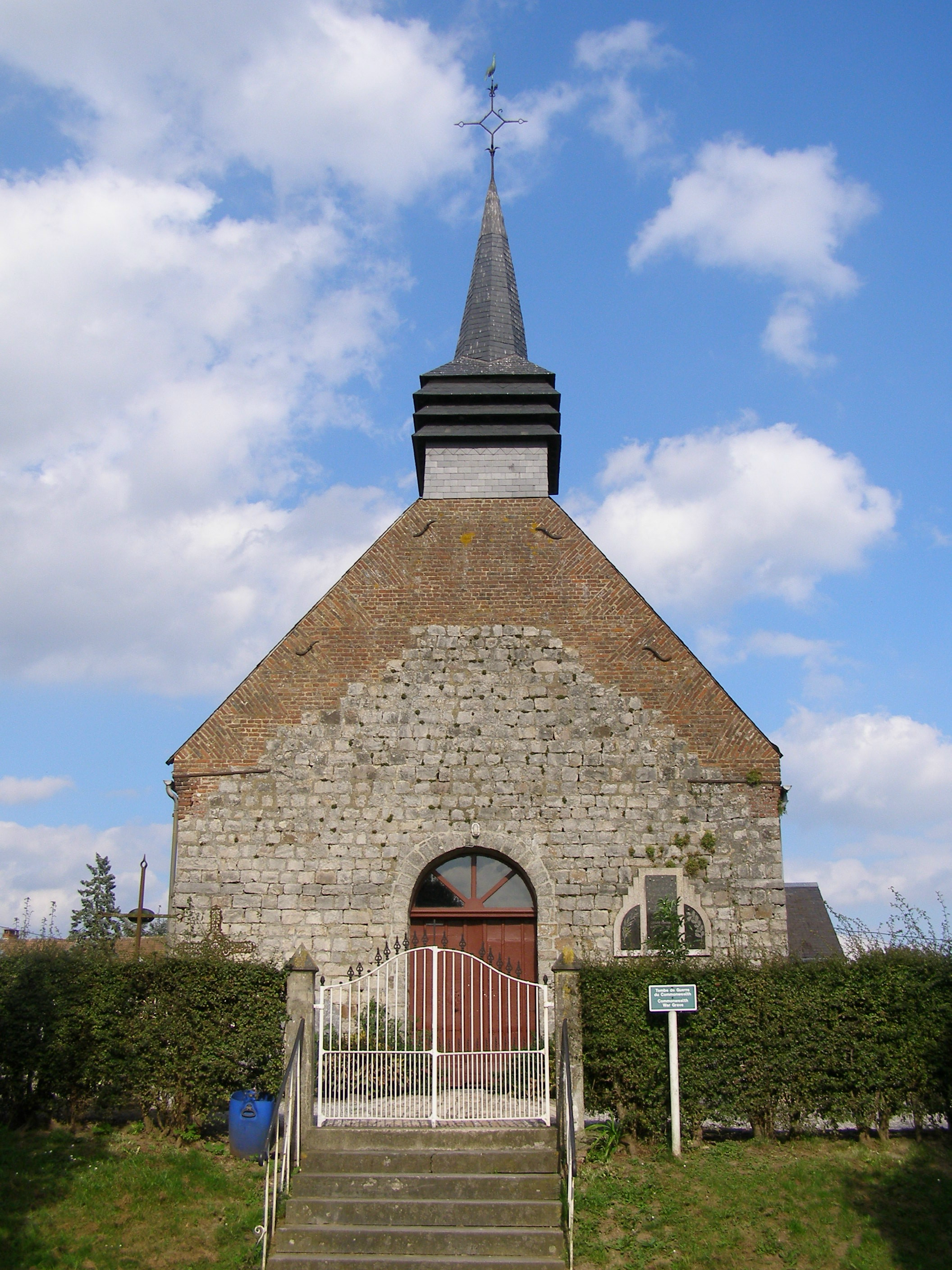
Kirche Saint-Jean-Baptiste
- Calvaire
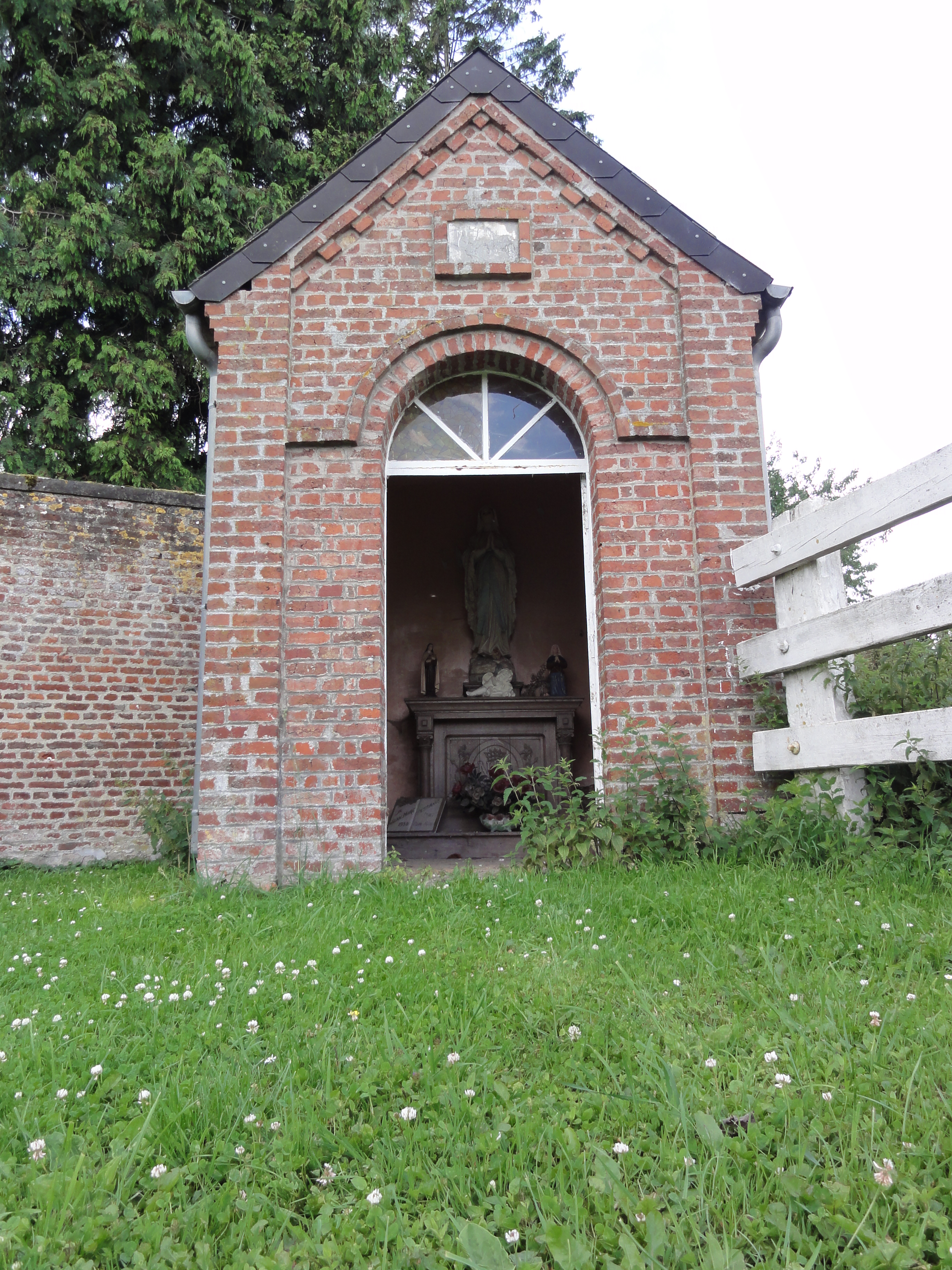
|Kapelle Notre-Dame-de-Lourdes
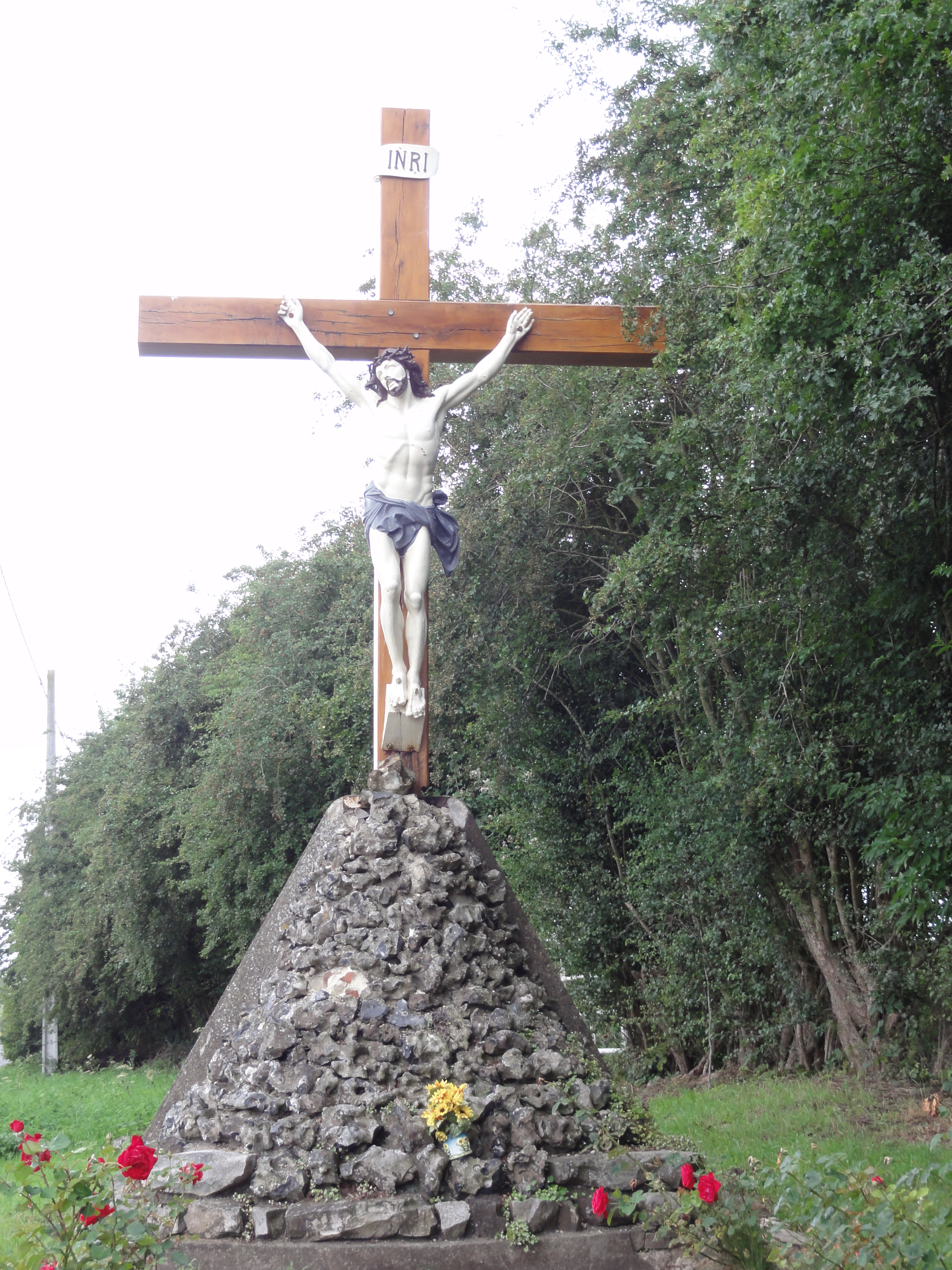
Calvaire

- Kirche Saint-Jean-Baptiste
- Kapelle Notre-Dame-de-Lourdes
- Calvaire